# Choudens
Choudens (рус. Шуден) — французское музыкальное издательство. Основано в 1845 году Антуаном Шуденом. Среди прочего выпустило поздние сочинения Берлиоза, «Искателей жемчуга» и «Кармен» Бизе, «Сказки Гофмана» Оффенбаха. С незначительными изменениями названия просуществовало до начала XXI века. Было куплено в 2006 году французским отделением Music Sales Group.

## Названия
- Antoine Choudens, A. Choudens (1845—1874)
- Choudens Père et Fils (1875—1888)
- Choudens Fils (1888—1932)
- Éditions Choudens (1933-наст.вр.)